# تايلر جاكوبسون
تايلر جاكوبسون (بالإنجليزية: Tyler Jacobson)‏ هو فنان أمريكي، ولد في 1982 في أوكلاند في الولايات المتحدة.

## وصلات خارجية
- الموقع الرسمي